# Rotunda Zamość

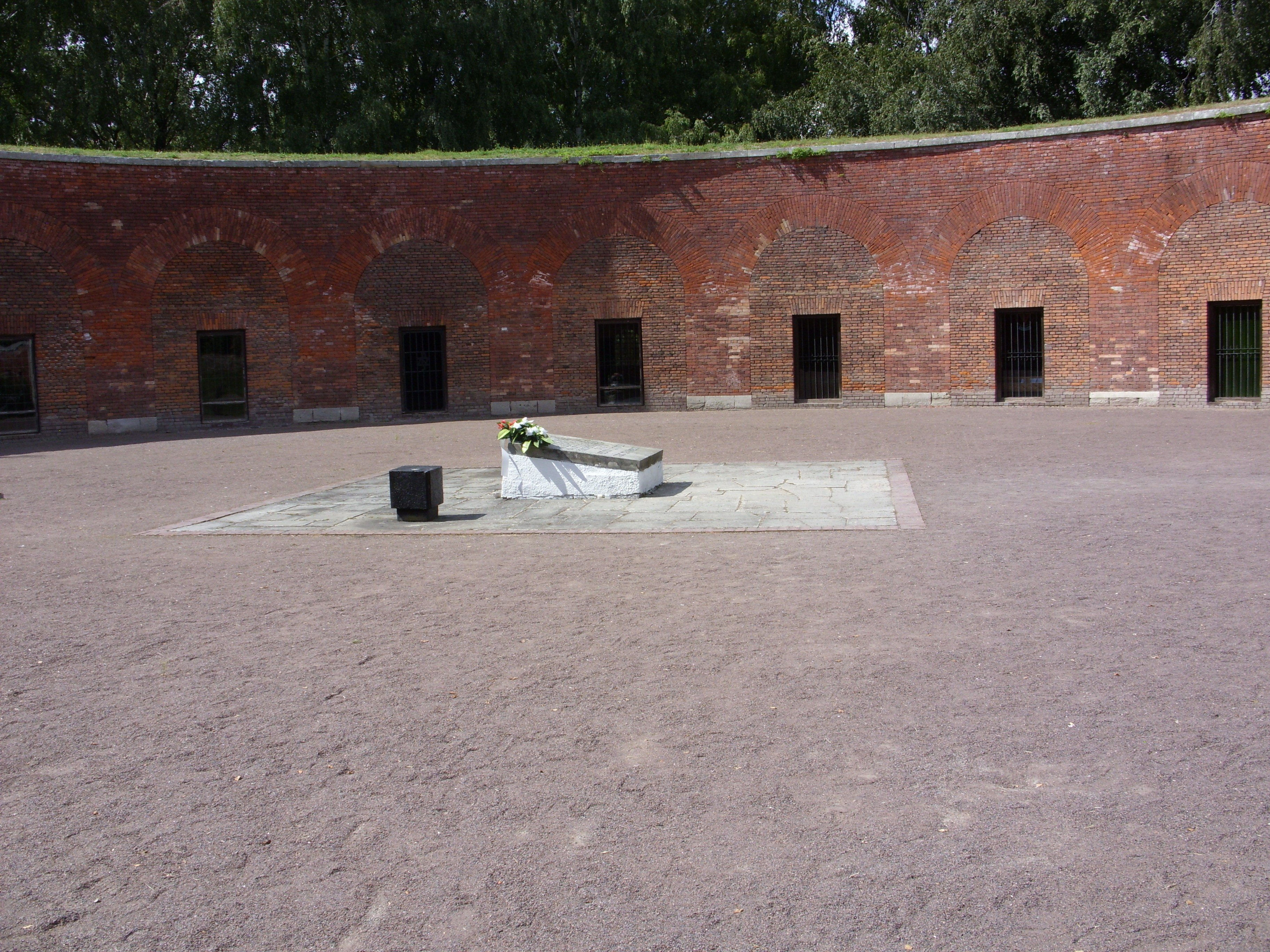
Tấm bảng đá tưởng niệm nơi hỏa táng thi thể người

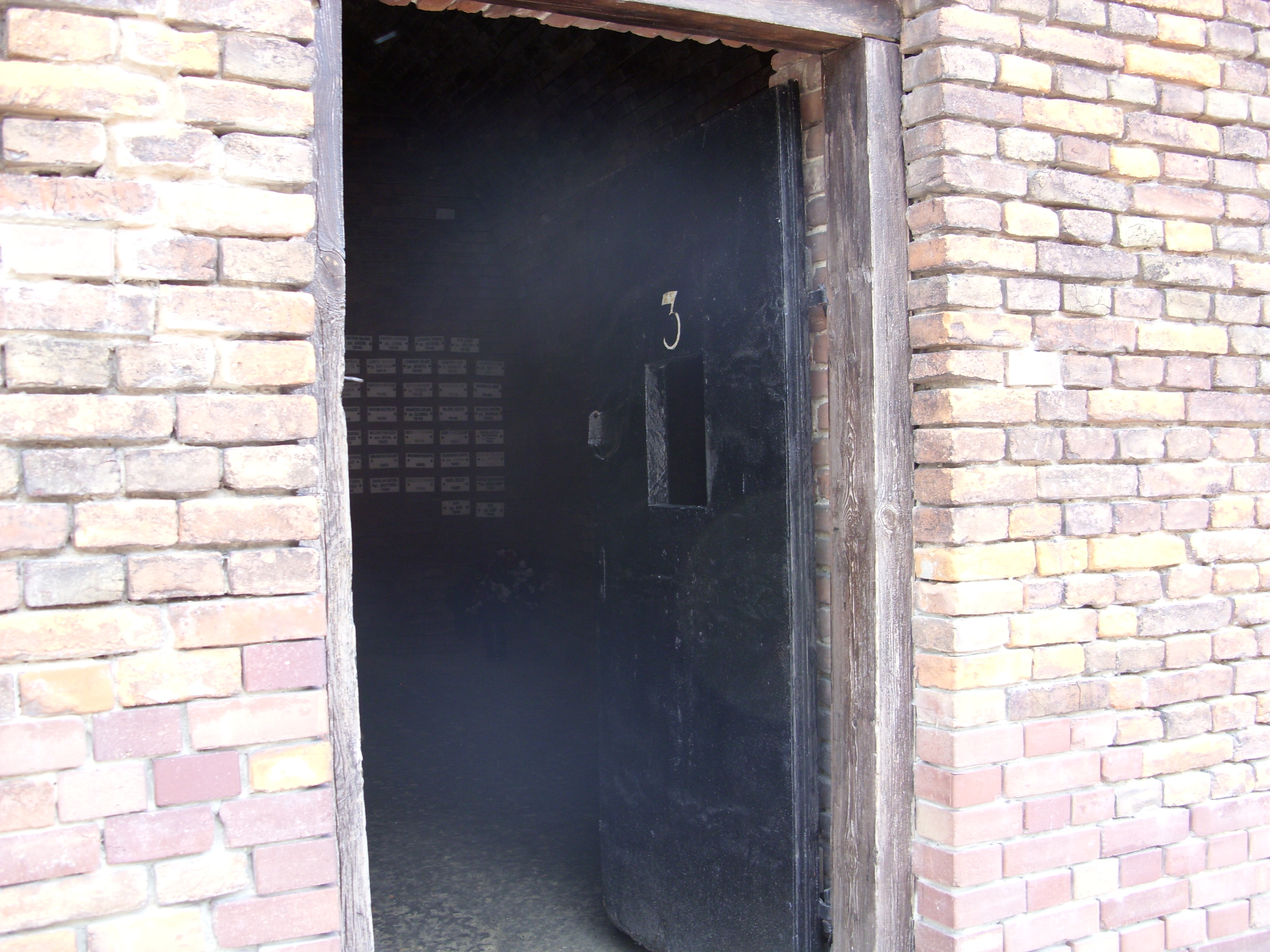
Lối vào phòng giam số 3, trại Gestapo 1940-1944

Rotunda Zamość hay Bảo tàng Tử đạo vùng Zamość - Rotunda (tiếng Ba Lan: Muzeum Martyrologii Zamojszczyzny - Rotunda) là một bảo tàng tọa lạc tại Zamość gần Lublin, Ba Lan, dành để tưởng nhớ những tội ác đã xảy ra tại nơi trước đây là trại Gestapo của Đức Quốc xã Rotunda Zamość.

## Lược sử hình thành

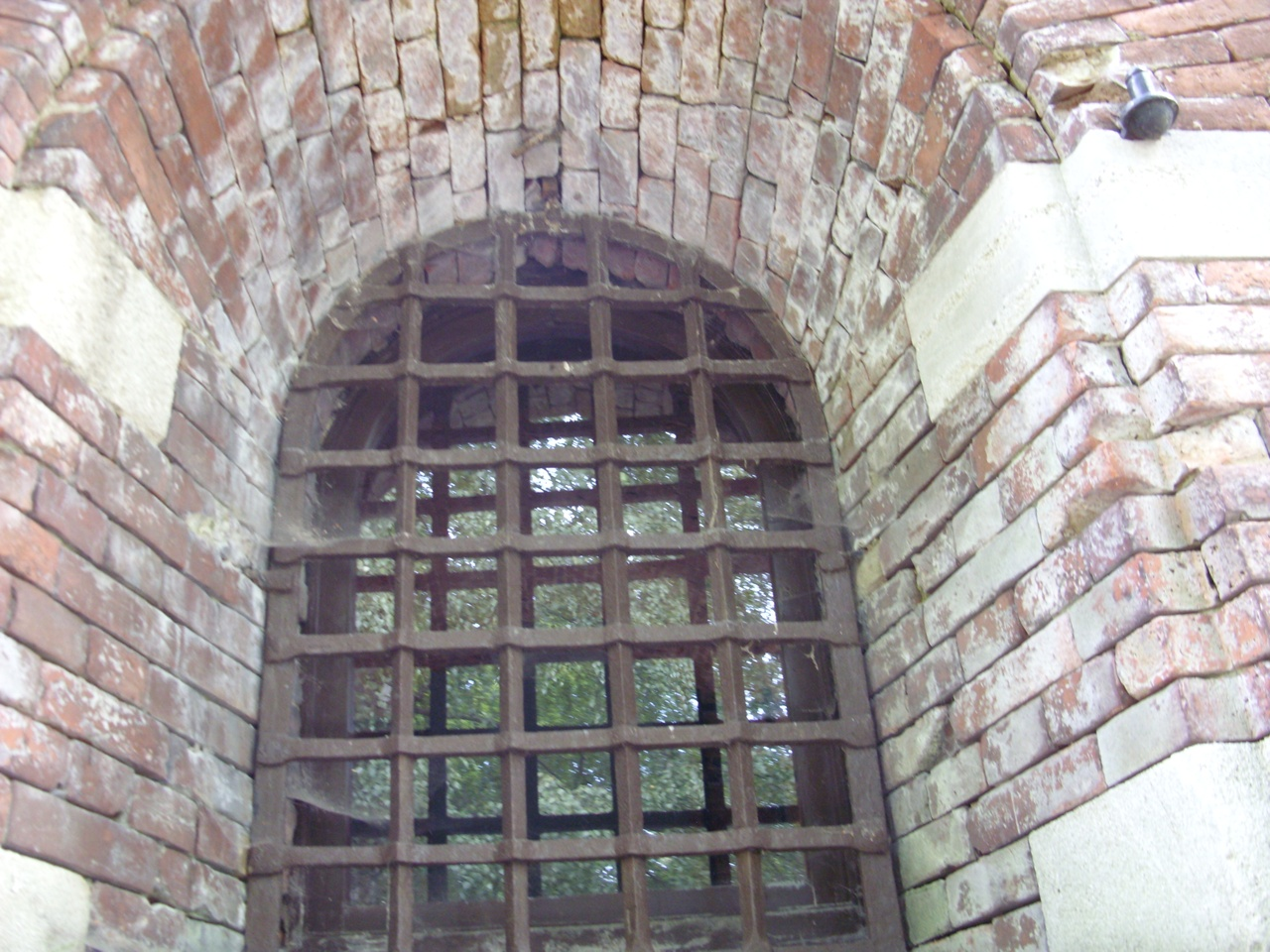
Cửa sổ và tường của trại Đức Quốc xã 1940-1944

Rotunda là một phần công sự của Pháo đài Zamość, được xây dựng từ năm 1825–1831 theo thiết kế của Tướng Jean-Baptiste Mallet de Grandville. Trong Chiến tranh thế giới thứ hai, năm 1940, Gestapo của Đức tiếp quản và biến nơi này thành nhà tù, trại giam giữ và nơi thảm sát hàng loạt người Ba Lan.
Ước tính rằng hơn 50.000 người đã đi qua trại, trong đó 8.000 người đã chết trong trại Gestapo Rotunda ở Zamość. Trong lần hành quyết cuối cùng diễn ra vào ngày 20 và 21 tháng 7 năm 1944, 150 người bị xử bắn.
Chính giữa sân là nơi trước đây bọn tội phạm Đức Quốc xã thiêu xác những nạn nhân mà chúng đã sát hại, những tù nhân của Rotunda. Ngày nay, tại đây đặt một tấm bảng đá tưởng niệm nơi hỏa táng thi thể người. Trong nghĩa trang xung quanh Rotunda có tro cốt của hơn 45.000 người.

## Triển lãm

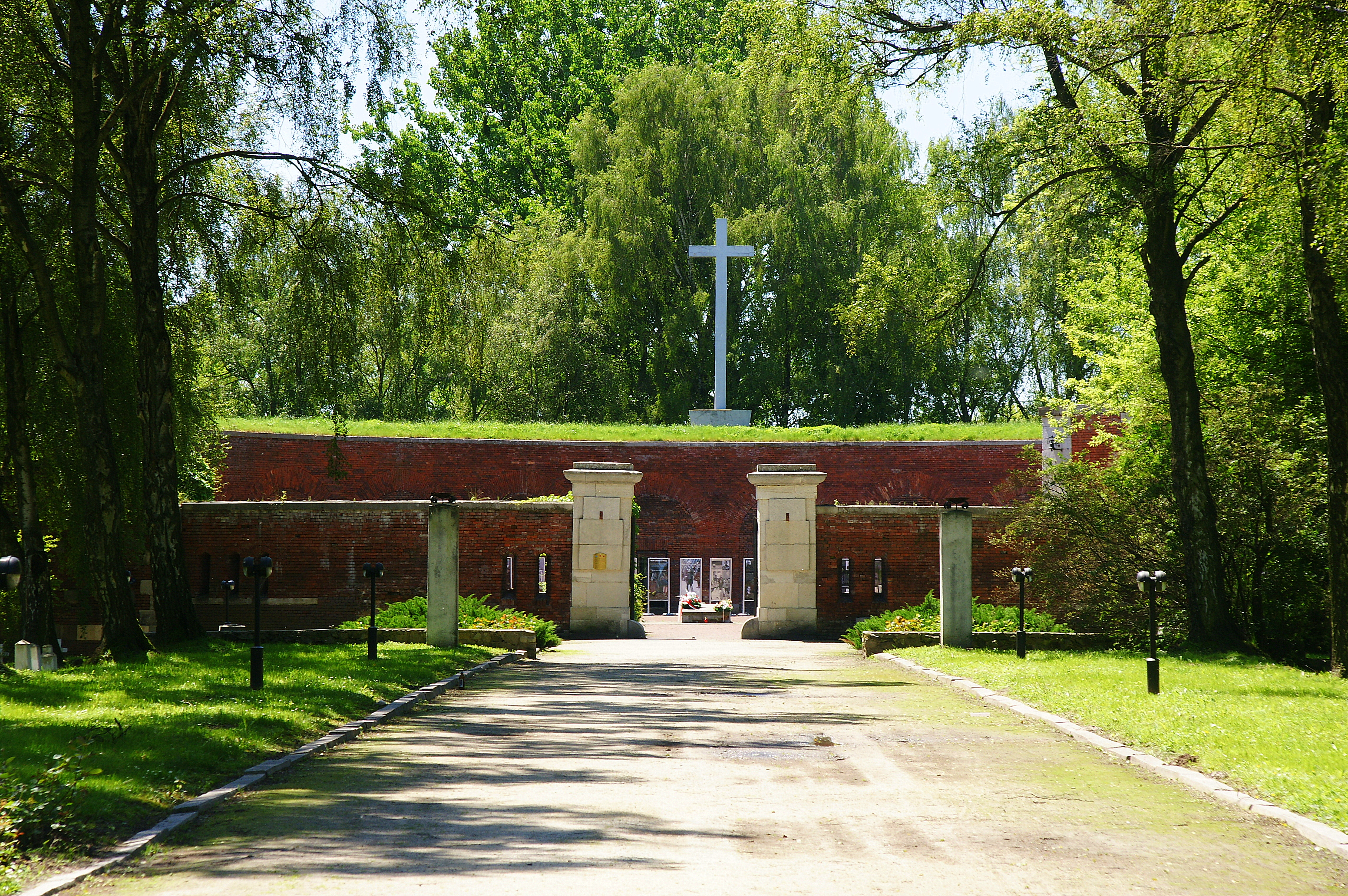
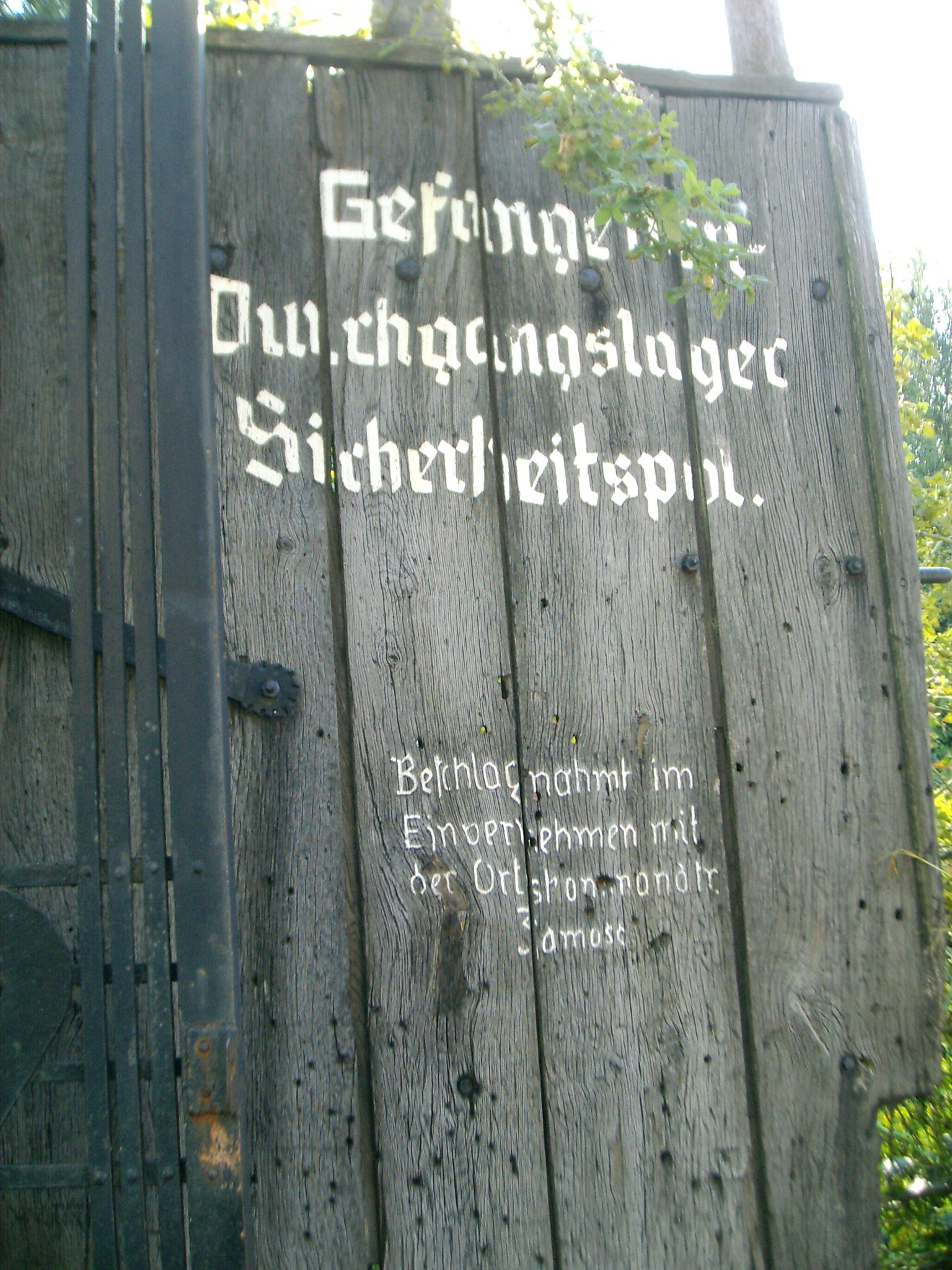
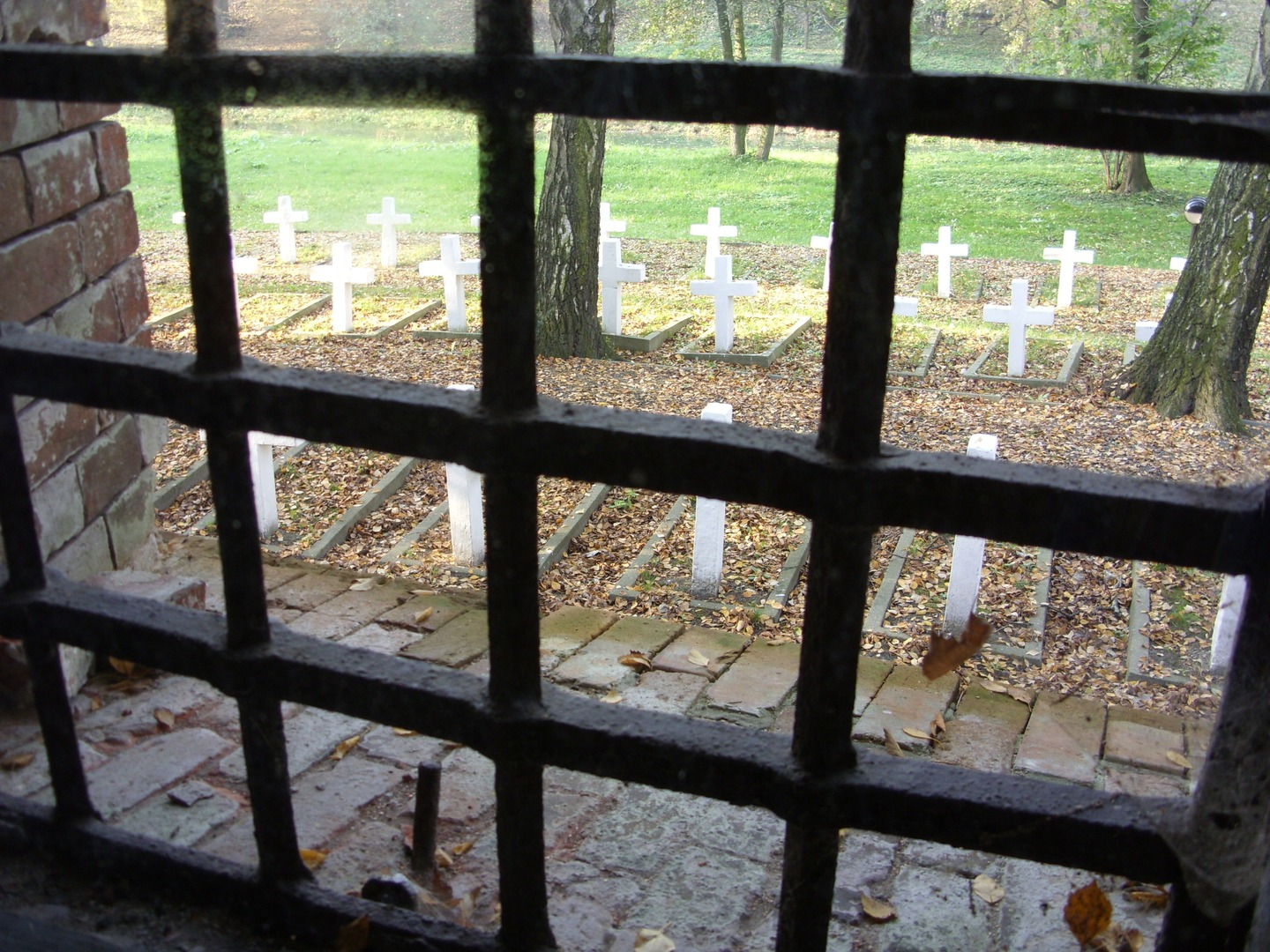
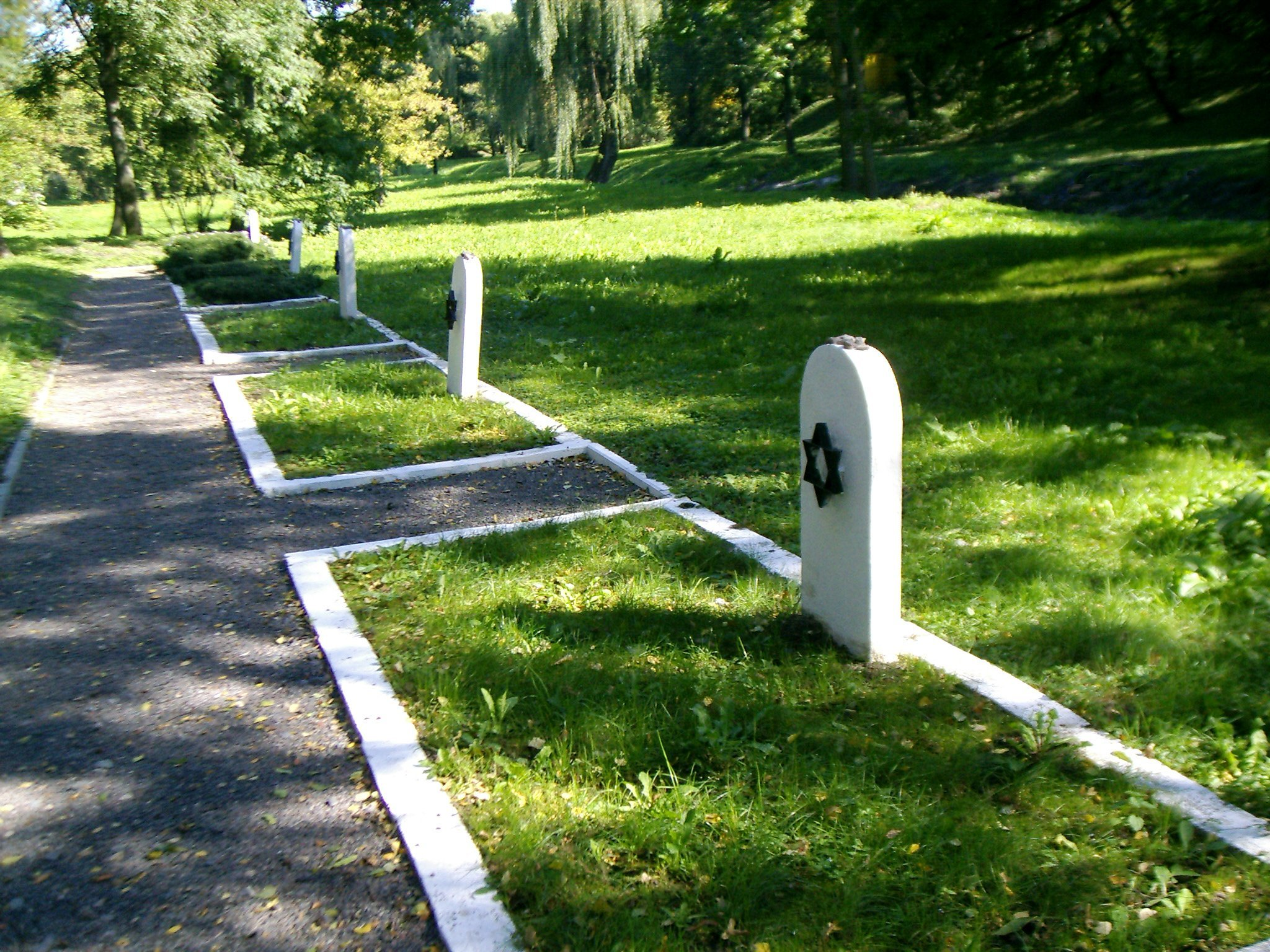
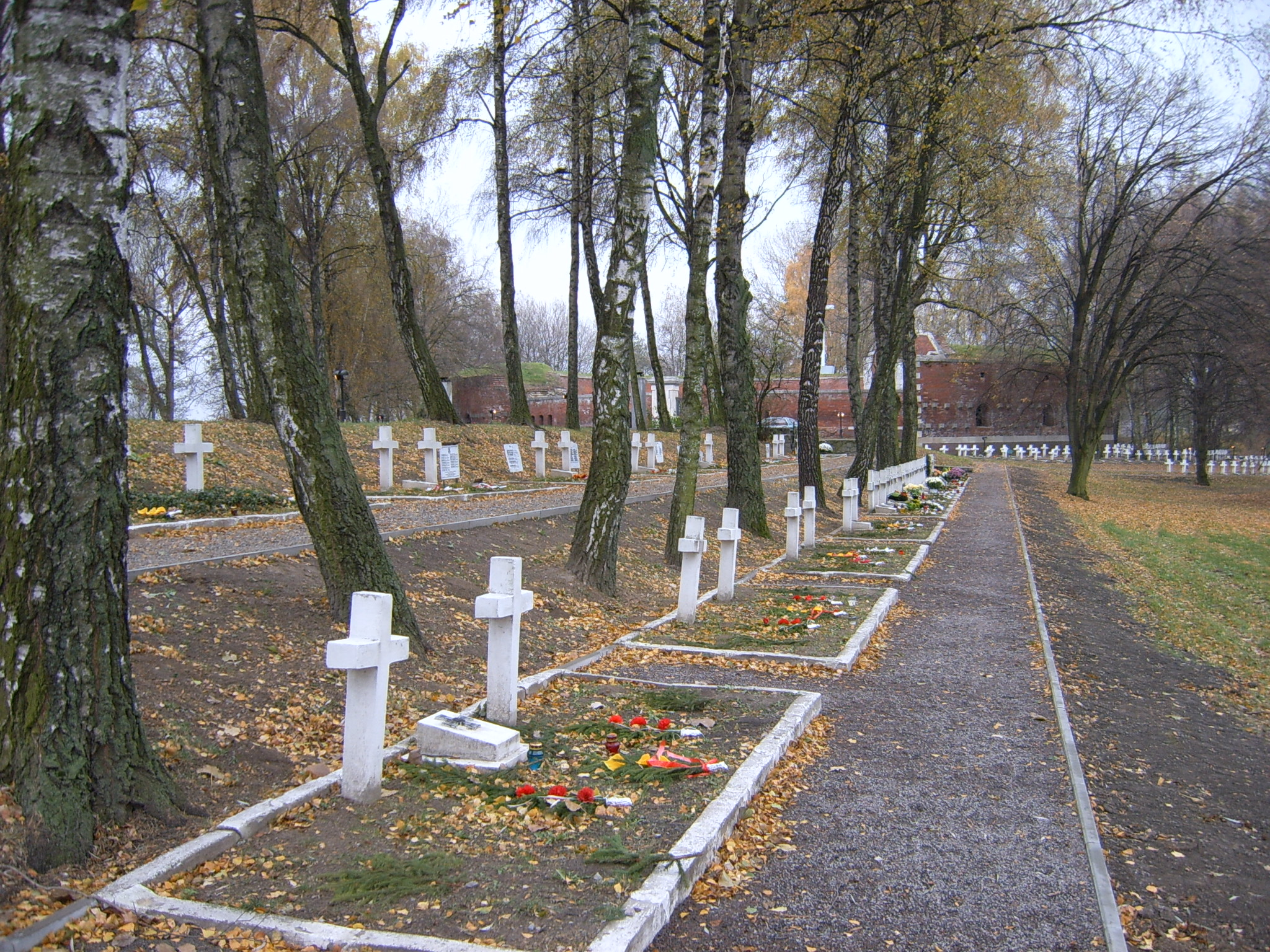
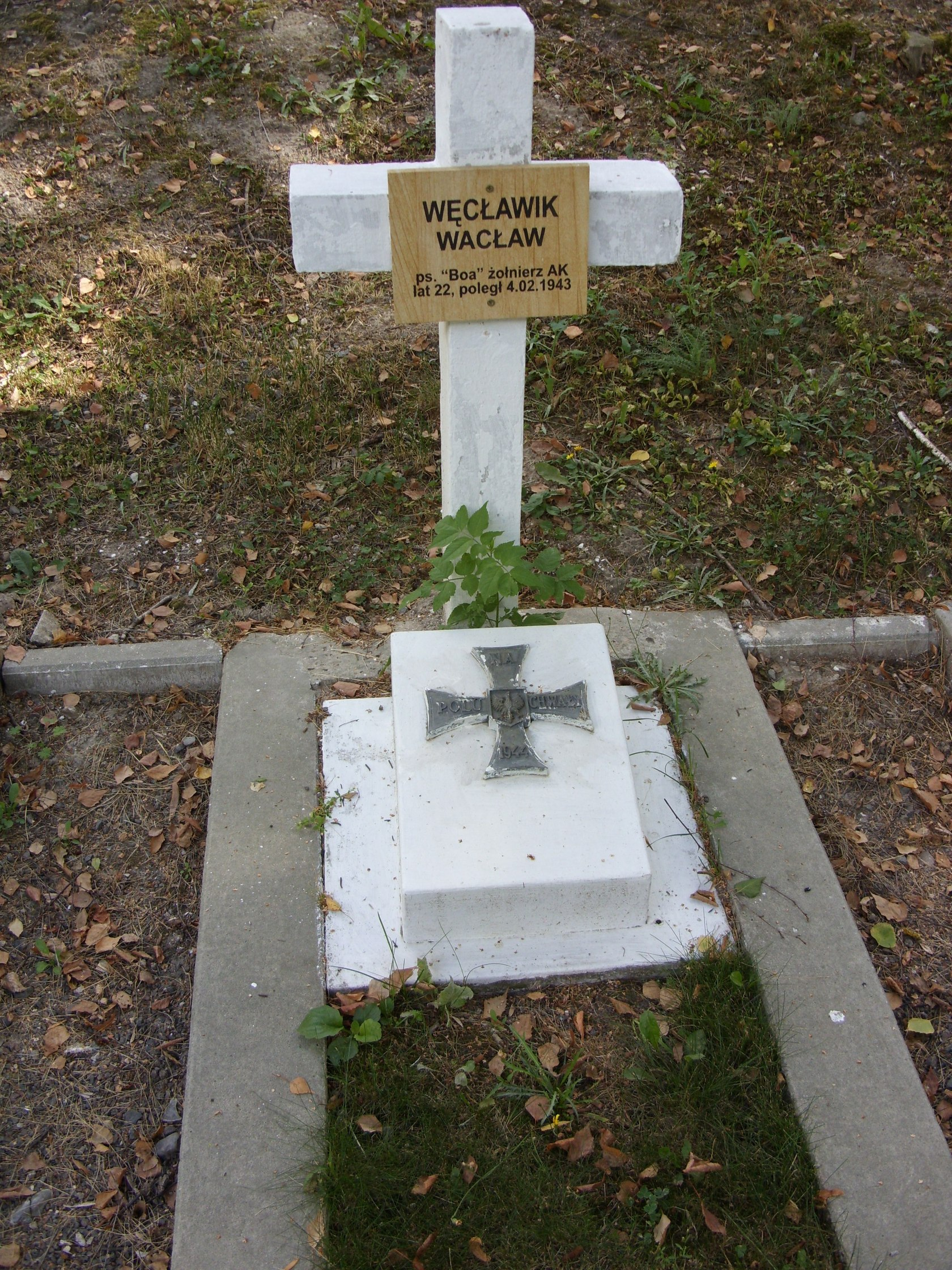

## Danh mục
- J. Kowalczyk, Zamość. Przewodnik, Zamość, Zamojski Ośrodek Informacji Turystycznej, 1995.
- Zygmunt Klukowski, Zamojszczyzna I. 1918-1943 and Zamojszczyzna II. 1944-1953, Karta, Warszawa 2007.
- Maria Rzeźniak, The Zamojska Rotunda. Rotunda Zamojska., Zamość 2007, ISBN 9788360893043.
- Virtual Shtetl, Rotunda – niemieckie więzienie śledcze (1940–1944)